# Ginnastica ai XVIII Giochi panamericani
Le competizioni di ginnastica ai XVIII Giochi panamericani hanno avuto luogo al Polideportivo Villa El Salvador di Lima, in Perù, dal 27 luglio al 5 agosto 2019. Nel programma erano incluse tre discipline: ginnastica artistica (maschile e femminile), ginnastica ritmica e trampolino elastico (maschile e femminile).

## Risultati

### Ginnastica artistica
| Evento                         | Oro                                                                                   | Argento                                                                            | Bronzo                                                                            |
| Ginnastica artistica maschile  |                                                                                       |                                                                                    |                                                                                   |
| Concorso individuale           | Caio Souza                                                                            | Arthur Nory                                                                        | Cory Paterson                                                                     |
| Concorso a squadre             | Brasile Francisco Barretto Arthur Nory Luís Guilherme Porto Caio Souza Arthur Zanetti | Stati Uniti Cameron Bock Grant Breckenridge Brody Malone Robert Neff Genki Suzuki  | Canada Zachary Clay René Cournoyer Justin Karstadt Cory Paterson Samuel Zakutney  |
| Corpo libero                   | Tomás González                                                                        | Robert Neff                                                                        | Andrés Martínez                                                                   |
| Sbarra                         | Francisco Barretto                                                                    | Arthur Nory                                                                        | Huber Godoy                                                                       |
| Parallele simmetriche          | Isaac Núñez                                                                           | Caio Souza                                                                         | Cameron Bock                                                                      |
| Cavallo con maniglie           | Francisco Barretto                                                                    | Robert Neff                                                                        | Carlos Calvo                                                                      |
| Anelli                         | Fabian de Luna                                                                        | Arthur Zanetti                                                                     | Federico Molinari                                                                 |
| Volteggio                      | Audrys Nin Reyes                                                                      | Jorge Vega                                                                         | Alejandro de la Cruz                                                              |
| Ginnastica artistica femminile |                                                                                       |                                                                                    |                                                                                   |
| Concorso individuale           | Ellie Black                                                                           | Riley McCusker                                                                     | Flávia Saraiva                                                                    |
| Concorso a squadre             | Stati Uniti Kara Eaker Aleah Finnegan Morgan Hurd Riley McCusker Leanne Wong          | Canada Ellie Black Brooklyn Moors Shallon Olsen Isabela Onyshko Victoria-Kayen Woo | Brasile Jade Barbosa Thais Fidelis Lorrane Oliveira Carolyne Pedro Flávia Saraiva |
| Corpo libero                   | Brooklyn Moors                                                                        | Kara Eaker                                                                         | Flávia Saraiva                                                                    |
| Trave d'equilibrio             | Kara Eaker                                                                            | Ellie Black                                                                        | Riley McCusker                                                                    |
| Parallele asimmetriche         | Riley McCusker                                                                        | Leanne Wong                                                                        | Ellie Black                                                                       |
| Volteggio                      | Ellie Black                                                                           | Yesenia Ferrera                                                                    | Shallon Olsen                                                                     |

### Ginnastica ritmica
| Evento                | Oro                                                                                    | Argento                                                                                                 | Bronzo                                                                             |
| Concorso individuale  | Evita Griskenas                                                                        | Camilla Feeley                                                                                          | Natália Gaudio                                                                     |
| Palla                 | Evita Griskenas                                                                        | Katherine Uchida                                                                                        | Camilla Feeley                                                                     |
| Clavette              | Camilla Feeley                                                                         | Natalie Garcia                                                                                          | Evita Griskenas                                                                    |
| Cerchio               | Evita Griskenas                                                                        | Katherine Uchida                                                                                        | Camilla Feeley                                                                     |
| Nastro                | Evita Griskenas                                                                        | Bárbara Domingos                                                                                        | Karla Diaz                                                                         |
| Concorso a squadre    | Messico Ana Galindo Adriana Hernandez Mildred Maldonado Britany Sainz Karen Villanueva | Stati Uniti Isabelle Connor Yelyzaveta Merenzon Elizaveta Pletneva Nicole Sladkov Kristina Sobolevskaya | Brasile Vitoria Guerra Deborah Medrado Nicole Pircio Camila Rossi Beatriz da Silva |
| 5 palle               | Messico Ana Galindo Adriana Hernandez Mildred Maldonado Britany Sainz Karen Villanueva | Stati Uniti Isabelle Connor Yelyzaveta Merenzon Elizaveta Pletneva Nicole Sladkov Kristina Sobolevskaya | Brasile Vitoria Guerra Deborah Medrado Nicole Pircio Camila Rossi Beatriz da Silva |
| 3 cerchi + 2 clavette | Brasile Vitoria Guerra Deborah Medrado Nicole Pircio Camila Rossi Beatriz da Silva     | Messico Ana Galindo Adriana Hernandez Mildred Maldonado Britany Sainz Karen Villanueva                  | Cuba Claudia Arjona Melissa Kindelán Tatiana Frometa Elaine Rojas Danay Utria      |

### Trampolino elastico
| Evento      | Oro             | Argento            | Bronzo        |
| Maschile    |                 |                    |               |
| Individuale | Jérémy Chartier | Jeffrey Gluckstein | Ruben Padilla |
| Femminile   |                 |                    |               |
| Individuale | Samantha Smith  | Nicole Ahsinger    | Dafne Navarro |

## Medagliere
| Posiz. | Nazione         | Oro | Argento | Bronzo | Totale |
| ------ | --------------- | --- | ------- | ------ | ------ |
| 1      | Stati Uniti     | 8   | 11      | 6      | 25     |
| 2      | Brasile         | 5   | 5       | 6      | 16     |
| 3      | Canada          | 5   | 5       | 4      | 14     |
| 4      | Messico         | 4   | 1       | 2      | 7      |
| 5      | Cile            | 1   | -       | -      | 1      |
|        | Rep. Dominicana | 1   | -       | -      | 1      |
| 7      | Cuba            | -   | 1       | 3      | 4      |
| 8      | Guatemala       | -   | 1       | -      | 1      |
| 9      | Colombia        | -   | -       | 2      | 2      |
| 10     | Argentina       | -   | -       | 1      | 1      |
| TOTALE | TOTALE          | 24  | 24      | 24     | 72     |